# Volta a Portugal de 1991
A 53ª edição da Volta a Portugal em Bicicleta decorreu entre os dias 4 e 18 de agosto de 1991 repartidos em 15 etapas.
A corrida fez parte da UCI dos Circuitos Continentais da UCI, dentro da categoria 2.1.
A carreira foi vencida pelo corredor português Jorge Silva da equipa Sicasal-Acral, em segundo lugar Orlando Rodrigues (Calçado-Ruquita) e em terceiro lugar Vicente Ridaura (Artiach).